# Feld Lajos
Feld Lajos (szlovákul Ľudovít Feld; Kassa, 1904. március 19. – Kassa, 1991. május 18.) akadémiai festő és grafikus. Törpe termetű ember volt és az Auschwitzi koncentrációs táborban ez mentette meg az életét, mert Mengele doktor kiválasztotta emberkisérleteihez.

## Élete
Kilencgyermekes zsidó családba született. 1916-1923 között a reálgimnáziumban tanult, rajzolni Samo Oravec tanította. 1922–1925-ben magántanulmányokat folytatott Kassán, Krón Jenőnél. 1925–1933 között a Képzőművészeti Főiskolán tanult Budapesten. Mesterei voltak még Olgyai Viktor (születettː Martinko Viktor), Rudnay Gyula, Varga Nándor Lajos.
1933-tól rendszeresen kiállított és 1935-től magániskolát vezetett. Grafikusként a kassai Kazinczy Társaság Képzőművészeti Szakosztályának tagja volt. 1944-ben származása miatt Auschwitzba deportálták, ahol Mengele magángrafikusa lett. 1946–1949-ben Pozsonyban élt a nővérénél, filozófiai és természettudományi tanulmányokat folytatott. 1949-ben visszatért Kassára. Rajzain, akvarelljein, rézkarcain, litográfiáin városrészleteket örökített meg, ismertek még szénrajz-portréi is. Műveinek egy része a kassai Kelet-szlovákiai Múzeum, illetve az eperjesi galéria gyűjteményét képezi. Életéről szlovák portréfilm is készült.
Tanítványai voltak többek között Eckerdt Sándor, Hascsák József, Hegyessy Gyula és Racsko Árpád.

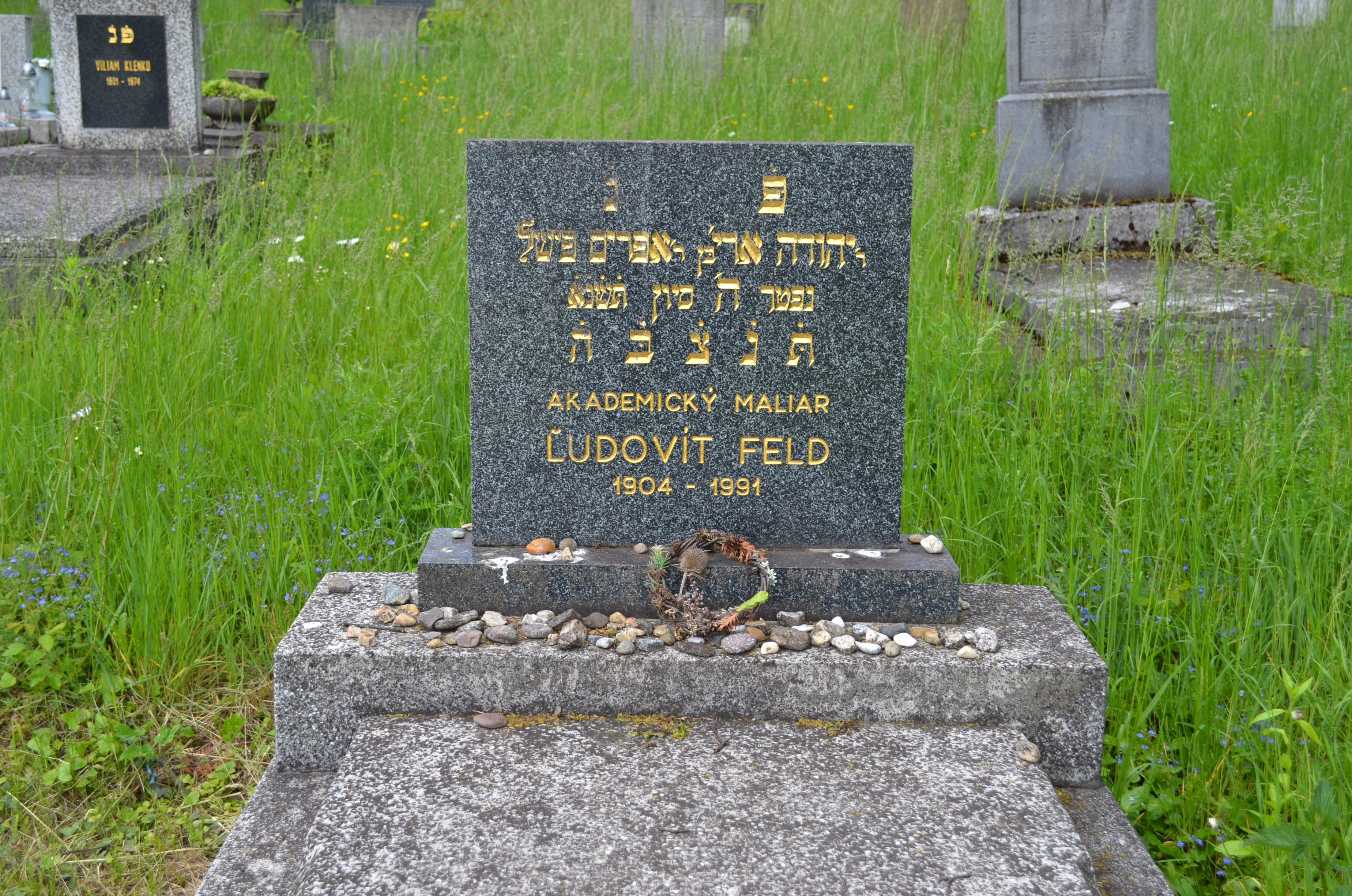
Sírja Kassán
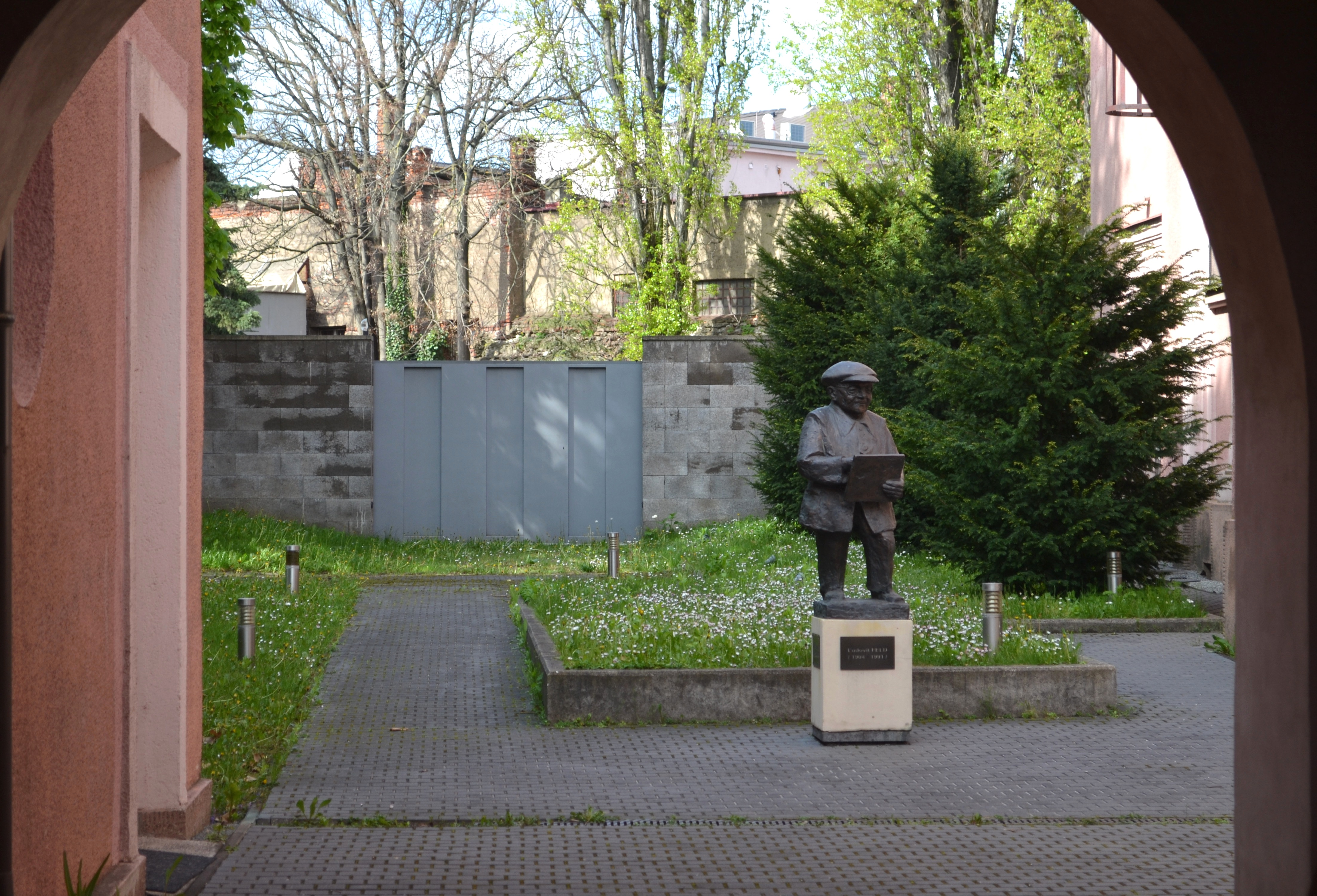
Kassán életnagyságú emlékműve

## Elismerései
- 2018-ban Kassán tiszteletére emlékművet avattak a Feld parkban.

## Művei
- 1959 Kassa (Oravecz Imrével), Királyhelmec, Rozsnyó (Löffler Bélával).
- 1973 Kassa.
- 1989 Kassa.